# Psilozona albitarsis
Psilozona albitarsis là một loài ruồi trong họ Asilidae. Psilozona albitarsis được Ricardo miêu tả năm 1912. Loài này phân bố ở miền Australasia.